# Paveletskaja (Zamoskvoretskajalinjen)
Paveletskaja (ryska: Павелецкая) är en tunnelbanestation på Zamoskvoretskajalinjen i Moskvas tunnelbana, namngiven efter järnvägsstationen Paveletskij som ligger ovanför tunnelbanestationen.
Stationen öppnades 1943 och har vita marmorpelare dekorerade med hammaren och skäran, väggar klädda med vit marmor samt ett högt valvtak.

## Byggandet av stationen
Den långa sträckan mellan Teatralnaja (öppnad 1938) och Avtozavodskaja öppnades den 1 januari 1943. Byggandet av de båda mellanliggande stationerna Paveletskaja och Novokuznetskaja fortsatte under större delen av 1943, och de båda stationerna öppnade den 20 november.
Novokuznetskaja byggdes som en slutgiltig station (det mesta av dess interiör från 1943 är intakt än idag), medan Paveletskaja utformades av Aleksej Dusjkin som en tillfällig pylonstation av Londontyp med två sidoplattformar men ingen centralhall. 1950 påbörjades arbetet med att bygga ut Paveletskaja till en fullskalig station och den 21 februari öppnade stationen åter, nu ombyggd till en luftig pelarstation av samma struktur som den berömda stationen Majakovskaja. I den södra ändan av stationen behölls dock några rester av pylonerna.

## Byte
Paveletskaja har en gångpassage till stationen med samma namn på ringlinjen.